# Malgassophlebia mayanga
Malgassophlebia mayanga är en trollsländeart som först beskrevs av Friedrich Ris 1909.  Malgassophlebia mayanga ingår i släktet Malgassophlebia och familjen segeltrollsländor. Inga underarter finns listade i Catalogue of Life.